# 수와진
《수와진》은 부산 출신의 대한민국의 남성 2인조 음악 그룹(듀엣)인데, 안상수, 안상진 두 쌍둥이 형제로 이루어진 남성 2인조 듀오로, 같은 모교 부산경남상고 2학년 시절인, 1979년 7월 여름 방학 때부터 부산직할시에서 언더그라운드의 자선 공연의 어쿠스틱 통기타 팝 발라드 음악 듀오 등으로 활동하다가, 그 와중이던 1981년 2월에 부산경남상업고등학교(지금의 부경고등학교)를 졸업하고, 이듬해 1982년에는 군대를 입대하여, 이후 1985년에 군대 복무까지 모두 마치고, 1986년 명동성당에서의 심장병 어린이, 불우이웃돕기 공연을 시작으로 "KBS 신인 가요제"에서 "은상"을 수상하고 1987년 《새벽 아침》으로 데뷔하여 그 해 "KBS 가요대상 신인상"과 "MBC 아름다운 노래 대상"을 수상했다. 대표곡은 나그네사랑, 새벽아침, 내님, 파초, 바람부는 거리, 이별이란, 영원히 내게, 친구에게, 사랑해야해 등이 있다. 1989년 1월 연초에 동생 안상진이 서울 영등포구의 여의도 고수부지에서, 술에 취한 괴한들한테 갑자기 피습되면서, 세 차례에 걸친 뇌수술과 이어진 건강 악화로 인해 1995년 5월에는 안상수 혼자 솔로로 활동하며 《영원히 내게》를 히트시켰다. 2000년 7월에 안상진은 갑자기 간경변으로 인하여 다시 장기 치료를 받고, 그 뒤 2008년에 형제가 다시 듀엣으로 신곡 《사랑해야 해》를 발표하고 활동하였다. 그리고 한편으로 동생 안상진은, 2007년에 충청남도의 천안시의 백석대학교의 신학과에 늦깎이로 입학하여 학업하였으며, 잠시 휴학중이던 2011년 갑자기 폐종양의 수술로써 폐를 절단하면서 요양하였고, 건강 회복한 그 이후 복학한 백석대학교 신학과에서 신학을 모두 공부함을 마침으로써, 2015년 2월에 드디어 백석대학교 신학과에서 학사 학위를 취득하였다. 그렇게 안상진은 그 이후 전도사로도 활동하고 있으며, 2016년 6월 이후 만성폐쇄성폐질환으로 인하여 재차 치료를 받고 있다.
또한 수와진은 봉사에 관심이 많은 여러 지인들과 (사)수와진 사랑더하기 법인을 만들어 전국에서 재능기부를 통한 거리모금과 행사에 앞장서 그 해당 지역 주민들에게 모금액과 수익금을 기부하고 있다.

## 앨범

### 정규 앨범
- 1집 《수와진》[1987년]
  - 데뷔곡 《새벽 아침》이 실려있는 앨범으로 [1987년] [4월]에 발매되었다.
- 2집 《수와진 Vol.2》[1988년]
  - 《파초》 등이 실려있는 앨범으로 [1988년] [3월]에 발매되었다.
- 3집 《수와진》[1989년] [바람부는 거리]
- 4집 《수와진》 1991년 [이별이란]
- 안상수 솔로 1집 《영원히 내게》 ... 1995년 5월 당시 발표(원래 본디 1994년 12월 당시 안상수 솔로 1집 앨범(음반)이 모든 레코딩 작업 완료)
- 안상수 솔로 2집 《친구에게》 ... 2000년 11월 당시 발표(원래 본디 1997년 8월 당시 안상수 솔로 2집 앨범(음반)이 모든 레코딩 작업 완료)
- 5집 《다섯 번째 이야기》 2008년 [사랑해야해]
- 베스트앨범 1, 2집 발매 [2013년] 새벽아침, 파초, 영원히 내게, 친구에게, 내님 등 수와진이 발표한 곡들중에 주옥같은 곡들로 편집되었음.

### 기타 앨범
- [세미클래식 캐롤모음]
- [수와진 성가모음 1집] 1987년
- [수와진 성가모음 2집] 1988년
- [수와진 성가모음 3집] 1992년
- [수와진 성가모음 4집] 1992년
- [수와진 성가모음 5집] 1993년
- [수와진 성가모음 6집] 1994년
- [수와진 성가모음 7집] 1994년
- [수와진베스트 콜렉션]

## 수상
- 1987년 - KBS 가요대상 신인상
- 1987년 - MBC 10대가수상
- 1987년 - MBC 아름다운 노래대상 《새벽아침》
- 1987년 - KBS 올해의 가수상
- 1988년 - KBS 올해의 가수상
- 1988년 - MBC 10대가수상
- 1988년 - 한국 노랫말 대상 좋은 노랫말대상 수상 《파초》
- 1989년 - KBS 올해의 가수상
- 1989년 - MBC 10대 가수상
- 1990년 - 한국청년대상 본상 수상 (심장병 어린이, 불우 이웃 돕기)
- 1991년 - 대통령상(노태우대통령) 표창 (심장병어린이, 불우 이웃 돕기)
- 1992년 - 가톨릭 가요대상 공로상 수상
- 1992년 - 내무부 장관상 수상
- 1992년 - 청룡 봉사상인상 수상 (심장병 어린이, 불우 이웃 돕기)
- 1995년 - 안상수 《영원히 내게》로 솔로활동
- 1996년 - KBS 올해의 가수상
- 1996년 - MBC 10대 가수상
- 2011년 - 보건복지부 장관상 수상 (심장병 어린이, 불우이웃 돕기)
- 2016년 - 대법관 표창 (지체 장애인 봉사부문)
- 2016년 - 행정자치부 장관상 수상 (수와진의 사랑더하기 법인단체수상)

### 가요 프로그램 1위
| 연도            | 수상 내역 (총 2회)                                                                                |
| --------------- | ------------------------------------------------------------------------------------------------- |
| 1987년 (총 2회) | - 새벽 아침 (총 2회) - 10월 14일 KBS 《가요톱텐》 1위 - 10월 21일 KBS 《가요톱텐》 1위 (2주 연속) |

## 경력
- 세이브더칠드런 홍보대사
- 경상북도 문경시 복지 홍보대사
- 경상남도 창원시 복지 홍보대사
- 전라남도 곡성군 복지 홍보대사
- 경기도 부천세종병원 홍보대사
- 경기도 포천시 홍보대사
- 경기도 가평군 홍보대사
- 강원도 동해시 홍보대사
- 구세군 홍보대사
- 한국도로공사 홍보대사
- 강원도 홍천 소재 대명 리조트 홍보대사
- 푸른마음 봉사대 홍보대사
- 인천 미추홀 산타클로스 단장
- 한국사진봉사단 굿맨 홍보대사
- 2013년 (사)수와진 사랑더하기 법인설립(본회)이사장 취임
- 2016년 충청남도 태안 튤립축제 홍보대사